# Salem (Utah)
Salem é uma cidade localizada no estado norte-americano de Utah, no Condado de Utah.

## Demografia
Segundo o censo norte-americano de 2000, a sua população era de 4372 habitantes.
Em 2006, foi estimada uma população de 5632, um aumento de 1260 (28.8%).

## Geografia
De acordo com o United States Census Bureau tem uma área de
13,8 km², dos quais 13,7 km² cobertos por terra e 0,1 km² cobertos por água.

## Localidades na vizinhança
O diagrama seguinte representa as localidades num raio de 8 km ao redor de Salem.